# Escova (motor)
Em um motor, escovas são as partes condutoras de energia que ligam as bobinas do motor ao seu rotor. 